# Миомеры

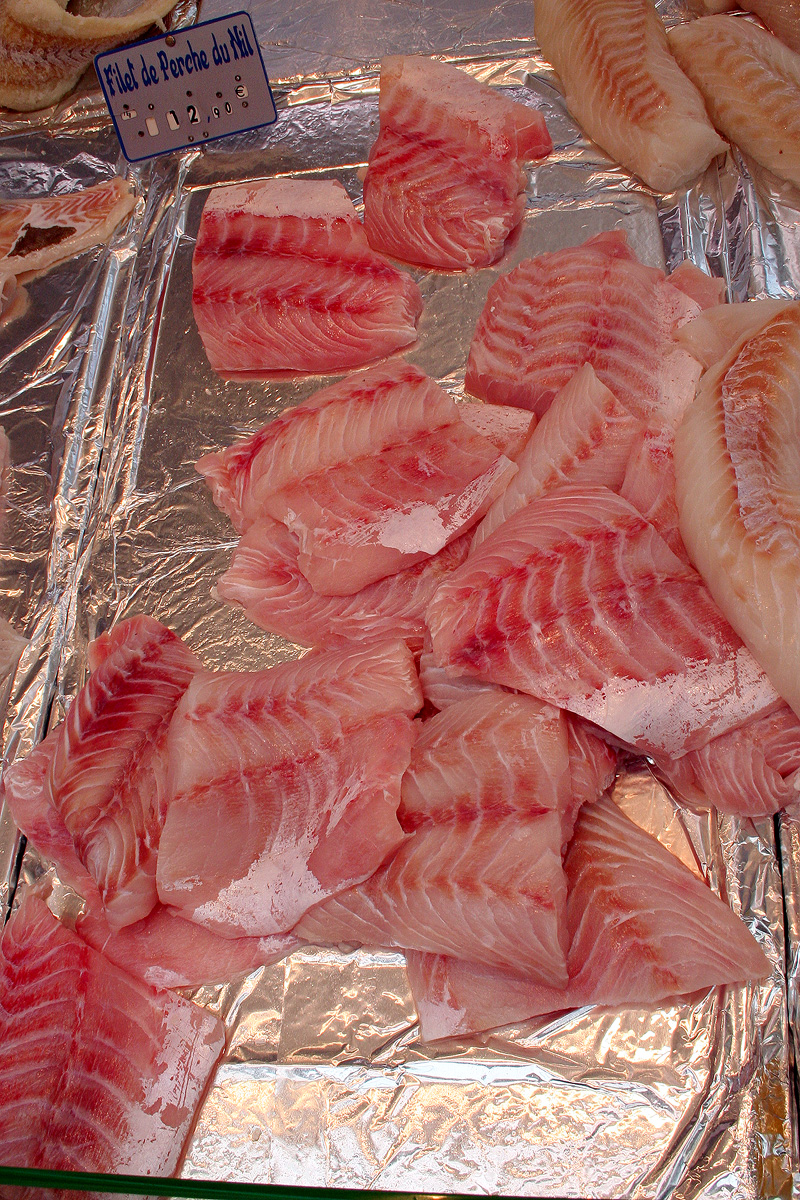
Филе окуня на котором видна структура миомеров

Миомеры — отделенные друг от друга соединительнотканными перегородками (миокоммами) части мускулатуры туловища, ясно выраженные у низших хордовых, низших позвоночных (рыб и хвостатых амфибий) и у зародышей высших. Развиваются из миотомов — слоя специфических клеток зародыша.

## У рыб

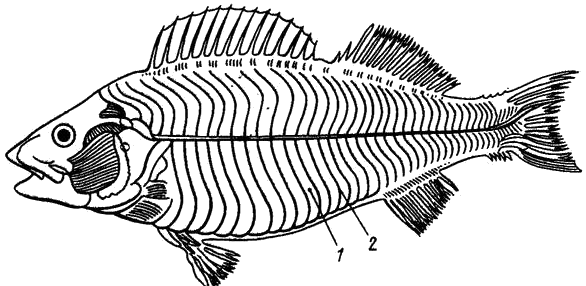
Схема мускулатуры костных рыб (1 — миомеры, 2 — миосепты)

У рыб число миомеров обычно совпадает с числом позвонков. Миомеры иннервируется первоначально двигательной ветвью одного спинномозгового нерва. Ориентирование мышечных волокон в миомере рыб не однонаправленно, а варьируется в зависимости от глубины залегания в миомере.